# Weronika
Weronika – imię żeńskie pochodzenia greckiego. Późniejsza forma imienia Berenike. Etymologia imienia wywodzona jest z gr. φέρω phero – "niosę" i νίκη nike – "zwycięstwo". Oznacza zatem tę, która zwycięża. W średniowieczu imię było błędnie przypisywane słowom vera (łac. – prawdziwa) i eikon (gr. – obraz). Nawiązywano w ten sposób do legendy o św. Weronice, która otarła chustą twarz Chrystusowi. Powstały w ten sposób na chuście wizerunek określany był jako prawdziwy wizerunek Chrystusa – Veraikon. 
Wśród imion nadawanych nowo narodzonym dzieciom w Polsce, Weronika w 2009 r. zajmowała 13. miejsce w grupie imion żeńskich. W 2021 roku imię Weronika nadano 1219 dziewczynkom i było ono na 38 miejscu najczęściej nadawanych imion żeńskich.
Weronika imieniny obchodzi 13 stycznia, 4 lutego, 17 maja, 9 lipca i 12 lipca. 
Nie ma męskiego odpowiednika tego imienia.

## Odpowiedniki w innych językach
- język angielski — Veronica
- język białoruski — Вераніка (Wieranika)
- język bułgarski — Вероника (Weronika)
- język chorwacki — Veronika
- język czeski — Veronika
- język duński — Veronica
- esperanto — Veronika
- język fiński — Veronica, Veronika
- język francuski — Véronique
- język hiszpański — Verónica
- język litewski — Veronika
- język luksemburski — Véronique
- łacina — Veronica
- język łotewski — Veronika
- języki łużyckie — Weronika
- język macedoński — Вероника (Weronika)
- język niderlandzki — Veronique, Veronica
- język niemiecki — Veronika
- język norweski — Veronica, Veronika
- język portugalski — Verônica
- język rosyjski — Вероника (Wieronika)
- język rumuński — Veronica
- język serbski — Вероника (Veronika)
- język słowacki — Veronika
- język słoweński — Veronika
- język szwedzki — Veronika
- język ukraiński — Вероніка (Weronika)
- język węgierski — Veronika
- język włoski — Veronica

## Osoby o imieniu Weronika

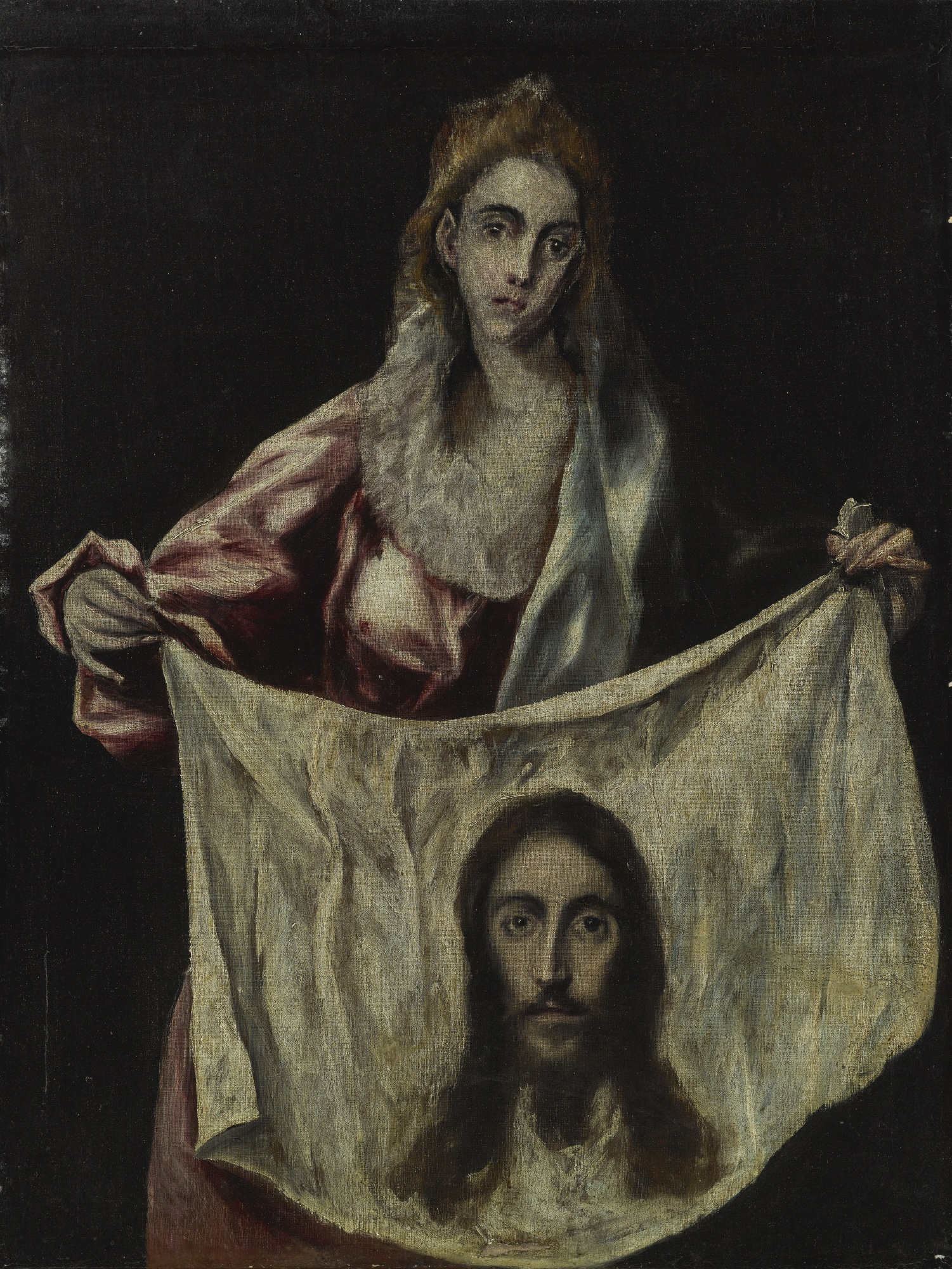
Św. Weronika (obraz El Greco)

### Święte i błogosławione Kościoła katolickiego
- św. Weronika – matrona z Jerozolimy (wspomnienie 4 lutego i 12 lipca)
- św. Weronika Giuliani – kapucynka, mistyczka (wspomnienie 9 lipca)
- bł. Weronika Negroni –  zakonnica (wspomnienie 13 stycznia)

### Inne osoby
- Veronica Campbell-Brown – jamajska sprinterka
- Veronica Guerin – irlandzka dziennikarka zamordowana przez handlarzy narkotyków
- Weronika Korthals –  polska piosenkarka
- Weronika Książkiewicz – polska aktorka
- Veronica Lake – amerykańska aktorka
- Veronica Llinas – argentyńska aktorka
- Weronika Marczuk – polska aktorka i producentka
- Weronika Nowakowska-Ziemniak – polska biathlonistka
- Weronika Rosati – polska aktorka
- Weronika Wedler –  polska lekkoatletka, sprinterka